# Lawe Kinga Gab
Lawe Kinga Gab is een bestuurslaag in het regentschap Aceh Tenggara van de provincie Atjeh, Indonesië. Lawe Kinga Gab telt 363 inwoners (volkstelling 2010).